# چشم‌گرد تنبل جاوه‌ای
چشم‌گرد تنبل جاوه‌ای (نام علمی: Nycticebus javanicus) نام یک گونه از سرده چشم‌گرد تنبل است. این گونه در جزیره جاوه اندونزی زندگی می‌کند. چشم‌گرد تنبل جاوه در سال ۱۸۱۲ میلادی توصیف علمی شد. این پستاندار جزء رده جانوران در آستانه انقراض آسیا محسوب می‌گردد. چشم‌گرد تنبل جاوه از نخستیان شب‌زی است.